# Xanthoneura
Xanthoneura là một chi bướm ngày thuộc họ Bướm nâu.